# 외교관 (드라마)
《외교관》(The Diplomat)은 2023년 4월 20일부터 넷플릭스에서 방영되고 있는 드라마이다.

## 출연
- 케리 러셀
- 루퍼스 슈얼
- 데이비드 재시
- 앨리 안
- 로리 키니어
- 아토 에산도
- 실리아 임리
- 미겔 샌도벌
- 마이클 매키언